# Stains
Stains je francouzské město v severní části metropolitní oblasti Paříže v departementu Seine-Saint-Denis, region Île-de-France. Leží 14 kilometrů od centra Paříže.

## Geografie
Sousední obce: Pierrefitte-sur-Seine, Saint-Denis, La Courneuve, Dugny, Garges-lès-Gonesse a Sarcelles.

## Historie
První písemná zmínka o obci pochází z roku 1213. Hlavní obživou obyvatel bylo pěstování vinné révy a to až do začátku 19. století. V této době mělo město 150 obyvatel. Počet obyvatel začal vzrůstat v průběhu 19. století, kdy bylo potřeba pracovních sil pro továrny v nedaleké Paříži. Za druhé světové války byla obec od června 1940 obsazena německou armádou; obec osvobodili její občané v srpnu 1944.

## Vývoj počtu obyvatel
Počet obyvatel

## Doprava
Stains je z Paříže dosažitelné autobusy RATP číslo 150, 153, 168, 250, 252, 253, 254, 255 a 354.

## Partnerská města
- Cheshunt, Velká Británie
- Saalfeld, Německo